# Каблуково (Угличский район)
Каблуково — деревня в Угличском районе Ярославской области России. Входит в состав Ильинского сельского поселения.
Упоминается в Ревизской сказке 1782 года (Филиал ГКУ ЯО ГАЯО[1] в г. Угличе фонд 100 опись 7 дело 227 Ревизские сказки по Угличскому уезду 1782 год)
[1] Государственное казённое учреждение Ярославской области «Государственный архив Ярославской области» (ГКУ ЯО ГАЯО)

## География
Деревня находится в юго-западной части области, в зоне хвойно-широколиственных лесов, к западу от автодороги 78Н-0822, на расстоянии примерно 29 километров (по прямой) к юго-востоку от города Углича, административного центра района. Абсолютная высота — 195 метров над уровнем моря.

### Климат
Климат характеризуется как умеренно континентальный, со сравнительно холодной зимой и относительно тёплым летом. Среднегодовая температура воздуха — +3,2 °C. Средняя температура воздуха самого холодного месяца (января) — −10,8 °C (абсолютный минимум — −46 °C); самого тёплого месяца (июля) — +17,6 °C (абсолютный максимум — +35 °C). Вегетационный период длится около 165—170 дней. Годовое количество атмосферных осадков составляет 600—700 мм, из которых большая часть выпадает в тёплый период. Снежный покров держится в среднем 150 дней.

### Часовой пояс
Каблуково, как и вся Ярославская область, находится в часовой зоне МСК (московское время). Смещение применяемого времени относительно UTC составляет +3:00.

## Население
| 2007 | 2010 |
| ---- | ---- |
| 50   | ↘44  |

### Национальный состав
Согласно результатам переписи 2002 года, в национальной структуре населения русские составляли 100 % из 48 чел.